# ولاية جيزاخ
ولاية جيزك (بالإنجليزية: Jizzakh Region)‏ هي إحدى ولايات أوزبكستان. يقدر عدد سكانها بـ 910,500 نسمة .